# Atlanta Thrashers
Atlanta Thrashers (en español, Sinsontes de Atlanta) fue un equipo profesional de hockey sobre hielo situado en Atlanta, Georgia, Estados Unidos. Jugó desde 1999 hasta 2011 en la National Hockey League encuadrado en la División Sudeste.
El equipo se fundó en 1999 como franquicia de expansión. Anteriormente la ciudad de Atlanta contó con otro equipo en la NHL, Atlanta Flames, que existió desde 1972 hasta 1980. En toda su historia, los Thrashers no ganaron ninguna Stanley Cup, y sólo se clasificaron en una ocasión para el playoff por el título.
El 30 de mayo de 2011 la National Hockey League aprobó la compra de la plaza por un grupo inversor canadiense, que anunció su intención de trasladar la franquicia a Winnipeg (Manitoba, Canadá) para crear un nuevo club, Winnipeg Jets. El traslado fue aprobado el 21 de junio de 2011, fecha en que se hizo oficial la desaparición de Atlanta Thrashers.

## Historia

### Creación de los Atlanta Thrashers
La ciudad de Atlanta ya contó anteriormente con un equipo en la National Hockey League, los Atlanta Flames, que existió desde 1972 hasta 1980, año en que fue trasladado a Calgary para convertirse en Calgary Flames. Esa franquicia fue el primer intento de la NHL de expandirse al sur de Estados Unidos, zona con menor seguimiento del hockey sobre hielo, y no fue rentable por los malos resultados deportivos y la baja asistencia al estadio.
El 25 de junio de 1997, Atlanta recibió por parte de la NHL una franquicia de expansión para la temporada 1999/2000, lo que supuso el regreso de la máxima categoría del hockey sobre hielo al estado de Georgia. El proyecto contó con el apoyo de Turner Broadcasting, grupo de medios de comunicación controlado por Ted Turner. El acuerdo se enmarcó dentro de una nueva política de expansión de la liga a otros mercados por explotar en el sur de Estados Unidos. El equipo se llamó Atlanta Thrashers en referencia al nombre inglés del cuicacoche marrón, ave oficial del estado. Su estadio sería el Philips Arena, un pabellón multiusos compartido con los Atlanta Hawks de la NBA que se inauguró en septiembre de 1999.

### Primeras temporadas (1999 a 2003)
Como club de expansión, Atlanta contó con las primeras elecciones del draft de 1999. Su primera elección fue el checo Patrik Stefan, dejando fuera a los hermanos Daniel y Henrik Sedin, mientras que en la segunda ronda la franquicia seleccionó a Luke Sellars. Ambas elecciones fueron obra del mánager general del club Don Waddell, que estaba considerado por los expertos en hockey sobre hielo como uno de los mejores ojeadores del campeonato, y sorprendieron a los medios de comunicación. Sin embargo, Sellars solo jugó un partido en la NHL y Stefan tuvo un rendimiento muy inferior al esperado. Los errores al elegir estos jugadores marcaron los primeros años de existencia de Atlanta Thrashers.
El primer partido de Atlanta se jugó el 2 de octubre de 1999, con derrota por 4:1 frente a los eventuales campeones de ese año, New Jersey Devils. El primer gol anotado fue obra del capitán, Kelly Buchberger. En su debut, la franquicia quedó en última posición con 14 victorias, 61 derrotas y 7 empates. Para la temporada 2000/01, el club acertó con su elección de draft, Dany Heatley, que resultó ser uno de los jugadores más destacados de los Thrashers. Aunque los resultados mejoraron, el equipo finalizó de nuevo último de la División Sudeste.

### Venta a Atlanta Spirit (2003 a 2007)

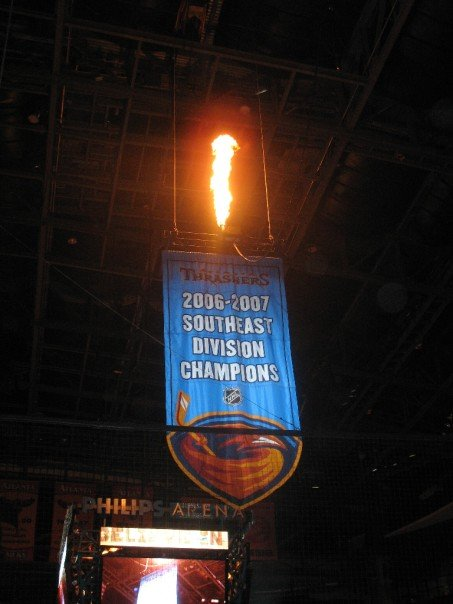
Estandarte que acredita a Atlanta como campeón de División en 2006/07.

El 21 de septiembre de 2003, Turner Broadcasting vendió la franquicia al consorcio Atlanta Spirit LLC, junto al equipo de baloncesto Atlanta Hawks, con el que comparte el pabellón Philips Arena. El equipo emprendió una etapa de reconstrucción para clasificarse a los playoff por el título, pero a comienzos de la campaña 2003/04 no pudo contar con su mejor jugador. Dany Heatley tuvo un accidente con su coche por exceso de velocidad, por el que se lesionó gravemente. Su acompañante, el también jugador de Atlanta Dan Snyder, falleció días después a causa de complicaciones derivadas. Cuando Heatley se recuperó por completo un año después, pidió ser traspasado.
Atlanta Thrashers mejoró su rendimiento, pero mostró una trayectoria muy irregular. Su plantilla estuvo liderada por el capitán Shawn McEachern, Marc Savard y el atacante Ilya Kovalchuk, que fue el primer ruso elegido como número uno en un draft de la NHL. El equipo llegó a ir en primera posición de la División Sureste hasta diciembre de 2003, cuando una mala racha de resultados les apeó del playoff. El club finalizó en segundo puesto de su división y décimo de toda su conferencia, solo dos por encima de los puestos de clasificación. En la temporada 2004/05 se produjo la huelga que paralizó toda la temporada de la NHL, por lo que el equipo no pudo mantener su tendencia positiva. Cuando la huelga terminó, Atlanta contrató a jugadores veteranos y selló el traspaso de Dany Heatley por el defensa Greg de Vries y el atacante Marian Hossa.
Su mejor temporada la firmó en la temporada 2006/07, con un papel destacado de los atacantes Hossa y Kovalchuk, junto a la buena actuación de su guardameta Kari Lehtonen. Hossa consiguió 100 puntos en una temporada (57 goles y 43 asistencias), convirtiéndose en el jugador más valioso del club. Atlanta Thrashers se clasificó por primera vez para los playoff por el título, como campeón de la División Sureste y tercero en su conferencia. Aunque había esperanzas de que la franquicia pudiera llegar hasta las finales de Conferencia, el equipo cayó en la primera ronda frente a New York Rangers, que les derrotó en cuatro partidos. Durante toda esa temporada se consiguió la mayor afluencia de público, 16.240 espectadores de media por partido.

### Problemas deportivos y económicos (2007 a 2010)
A partir de 2007, la actuación de Atlanta Thrashers en la NHL empeoró. En la campaña 2007/08 el equipo volvió a terminar en las últimas posiciones de su división, y no se clasificó para los playoff. Durante los siguientes años se contrató a distintos entrenadores para remontar la situación, pero la plantilla había entrado en un proceso de reconstrucción, con la retirada de sus jugadores más veteranos y la venta de sus mejores activos. Marian Hossa fue traspasado a Pittsburgh Penguins en 2008, mientras que Kovalchuk se marchó a New Jersey Devils en 2010. A cambio de Kovalchuk, Atlanta recibió tres jugadores y una primera elección en el draft de ese año.
Después de tres temporadas sin conseguir los playoff, la franquicia tenía problemas financieros y la asistencia al campo había descendido hasta los 13.900 espectadores de media, la tercera menor en la NHL por detrás de New York Islanders y Phoenix Coyotes. El club trató de enmendarlo con un nuevo entrenador, el asistente de Boston Bruins Craig Ramsay. Además, se firmó un traspaso múltiple de cuatro jugadores más elecciones de draft con Chicago Blackhawks, que necesitaba rebajar su límite salarial.
Durante la temporada 2010/11 se dieron situaciones curiosas. El equipo hizo historia al alinear por primera vez en la NHL a cinco jugadores de raza negra sobre el hielo. Cuando se nombró como capitán a Andrew Ladd, Atlanta jugó sus mejores partidos del curso y alcanzó el primer puesto de la División Sureste. Pero una nueva mala racha a finales de la temporada provocó que el equipo no se clasificara para el playoff por el título. Aunque la situación deportiva no era negativa, Atlanta Thrashers continuaba perdiendo dinero, y seguía sin solucionar la baja afluencia de espectadores. La asistencia cayó hasta los 13.400 espectadores por encuentro.

### Desaparición (2011)
En enero de 2011, Atlanta Spirit hizo público que Atlanta Thrashers había perdido 130 millones de euros en las últimas seis temporadas, por culpa de una mala gestión y problemas entre los propietarios. El accionista mayoritario Michael Gearon confirmó que buscarían nuevos inversores, sin cerrarse a ninguna posibilidad. Aunque hubo empresas locales que presentaron ofertas para mantener a los Thrashers en Atlanta, también sonó como opción un traslado. Entre las ciudades candidatas, sonaron Kansas City en Estados Unidos, y Ciudad de Quebec, Hamilton y Winnipeg en Canadá.
En mayo de 2011 se conoció que el grupo canadiense True North Sports and Entertainment, propietario de Manitoba Moose en la American Hockey League, acudió a Atlanta para alcanzar un acuerdo, que implicaría trasladar al equipo a Winnipeg (Canadá). La ciudad de Winnipeg ya contó con un equipo en la NHL, Winnipeg Jets, que se mudó en 1996 a Phoenix, y durante varios años había luchado por obtener una franquicia en la máxima competición. El 31 de mayo, True North confirmó el acuerdo en una rueda de prensa conjunta con el comisario de la National Hockey League, Gary Bettman. El grupo pagaría 170 millones de dólares, incluido una tasa de 60 millones por el traslado para la temporada 2011/12. El acuerdo fue aprobado el 21 de junio de 2011, lo que supuso la desaparición efectiva de Atlanta Thrashers. Debido al fracaso comercial tanto de los Flames como de los Thrashers, la NHL no estudia regresar a Atlanta a corto plazo.

## Escudo y equipación

### Escudo
La imagen de Atlanta Thrashers representa al ave oficial del estado de Georgia, el cuicacoche marrón (Toxostoma rufum, en inglés Brown Thrasher), sobre un fondo azul. El pájaro sujeta un palo de hockey dorado, que sobresale sobre el escudo. Además, el club cuenta con un logo alternativo, que es un rostro de pájaro estilizado.
En toda su historia, el escudo no se ha cambiado y el ave ha permanecido como la imagen principal. Su rostro se ha utilizado para escudos conmemorativos, escudos alternativos e incluso para la mascota oficial, un pájaro llamado Thrash.

### Equipación
- Uniforme como local: Jersey azul celeste, pantalón azul marino.
- Uniforme como visitante: Jersey blanco, pantalón azul marino.
- Uniforme alternativo: Jersey granate, pantalón azul marino.

Atlanta Thrashers viste de azul celeste para los partidos en casa y de blanco para los encuentros como visitante, con una equipación fabricada por Reebok. En el pecho de ambas equipaciones figura bordado el escudo del club, y en la manga izquierda de la camiseta local está inscrito el nombre de la ciudad. La camiseta alternativa, empleada desde 2008, es de color rojo granate y en lugar del escudo figura la inscripción "Thrashers" en amarillo.
En las primeras temporadas, Atlanta utilizó como equipación local su uniforme blanco, mientras que la visitante era una camiseta azul marino con mangas granates, en la que figuraba el escudo alternativo. Sin embargo, la NHL decidió a partir de la temporada 2003/04 que la equipación visitante tenía que ser blanca, y el club cambió el uso de los uniformes. Desde 2006/07, el color de la equipación local pasó a ser el azul celeste.

## Estadio

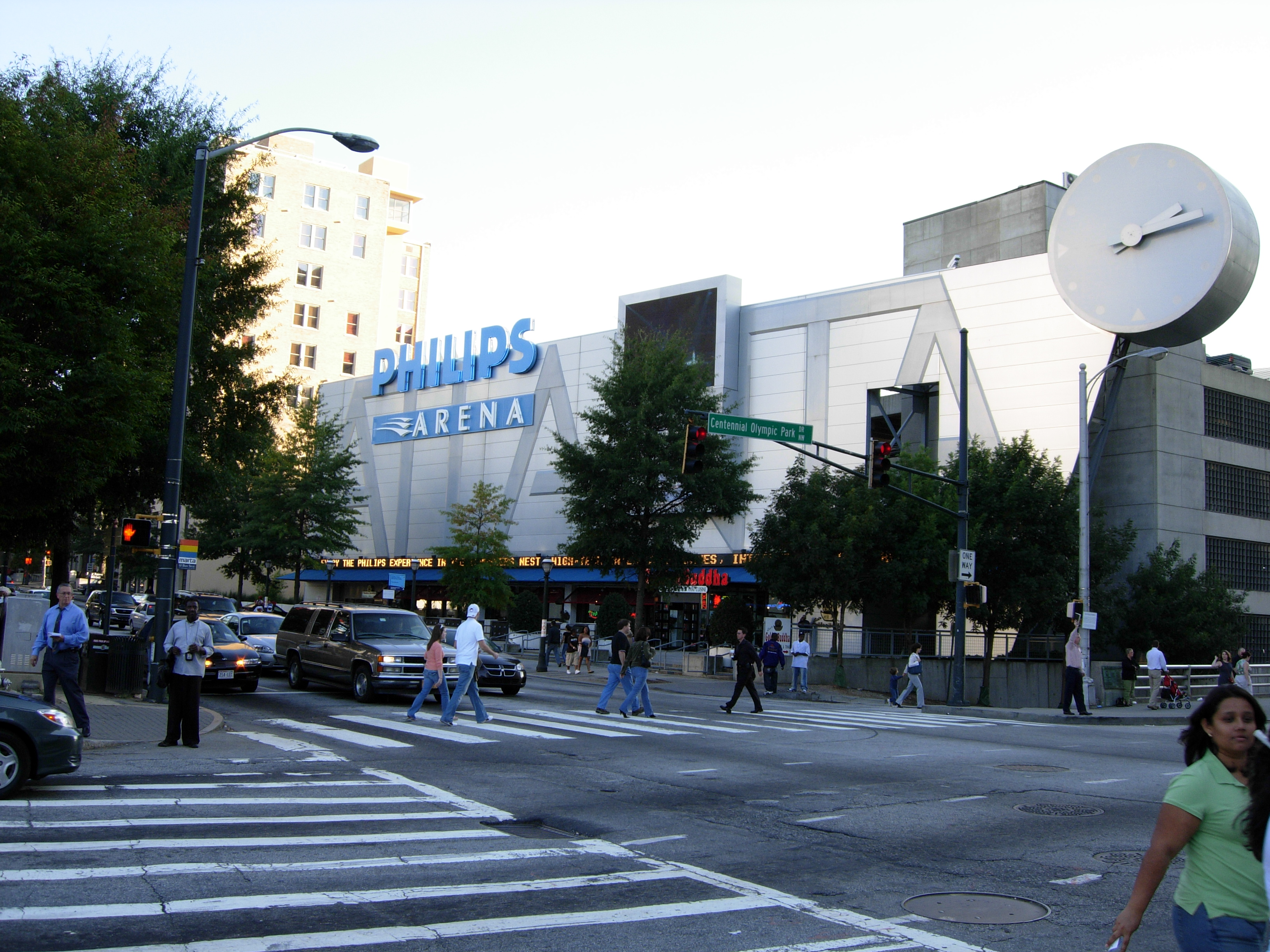
Zona de parking del estadio Philips Arena.

El estadio donde Atlanta Thrashers disputó sus partidos como local fue el Philips Arena, centro multiusos localizado en Atlanta. Se inauguró el 18 de septiembre de 1999, está gestionado por Atlanta Spirit LLC y lo comparte con el principal equipo de baloncesto de la ciudad, Atlanta Hawks (NBA), y el club de baloncesto femenino Atlanta Dream (WNBA).
La construcción del Philips Arena fue esencial para que Atlanta obtuviera una franquicia de expansión por parte de la NHL. Cuando la liga confirmó en 1997 su presencia a partir de la temporada 1999/2000, se derribó el anterior pabellón multiusos, el Omni Coliseum, y se construyó sobre sus cimientos el estadio actual. El arena no pudo ser inaugurado hasta septiembre de 1999, y un mes después Atlanta Thrashers disputó su primer partido oficial.
Su cancha de hockey sobre hielo puede albergar hasta 17.600 espectadores. Además, es capaz de albergar partidos de baloncesto, fútbol americano indoor y otros eventos especiales. El mayor aforo permitido para conciertos es de 21.000 espectadores. Los acontecimientos más importantes que ha cubierto este recinto fueron el All-Star Game de la NBA 2003, el partido de las estrellas de la NHL 2005, y varias ediciones del Royal Rumble de la World Wrestling Federation (en 2002 y 2010).

## Jugadores

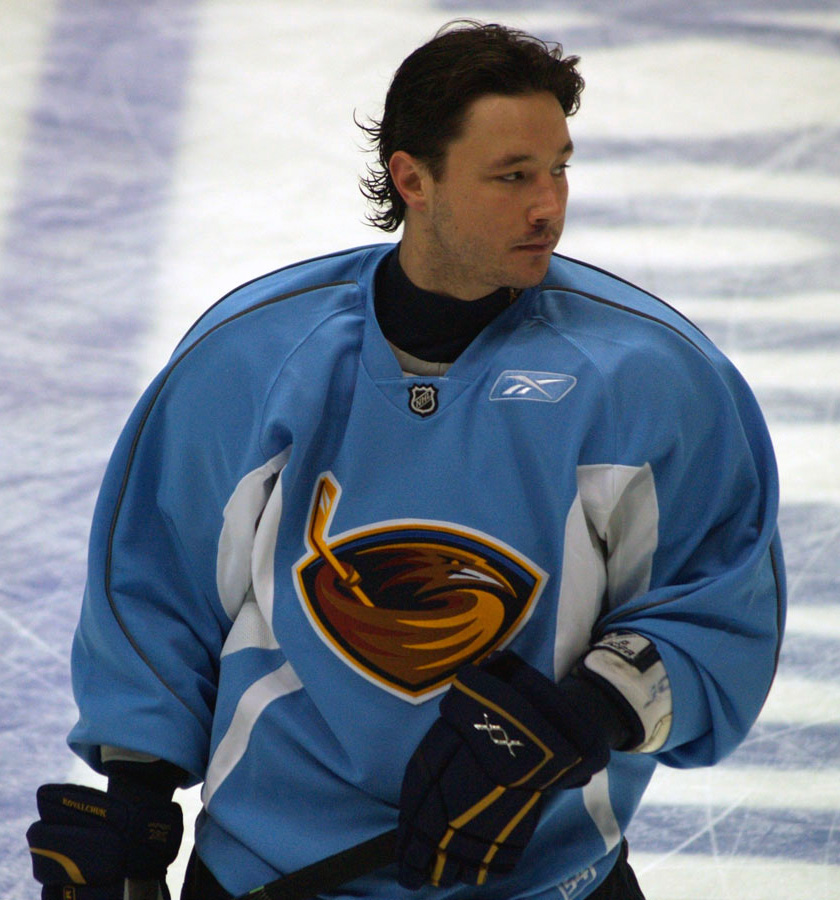
Ilya Kovalchuk ganó el Trofeo Maurice Richard al máximo goleador en la temporada 2003/04.

### Capitanes
| - Kelly Buchberger: 1999-2000 - Steve Staios: 2000-2001 - Ray Ferraro: 2001-2002 - Shawn McEachern: 2002-2004 - Sin capitán: 2004-2005 |  | - Scott Mellanby: 2005-2007 - Bobby Holik: 2007-2008 - Sin capitán: 2008-2009 - Ilya Kovalchuk: 2009-2010 - Andrew Ladd: 2010-2011 |

### Dorsales retirados
- 37: En honor a Dan Snyder, defensa fallecido en accidente de tráfico el 5 de octubre de 2003.
- 99: En honor a Wayne Gretzky. Retirado por la National Hockey League de todos los equipos el 6 de febrero de 2000.

## Palmarés

### Equipo
- Campeonato de División: 1 (2006/07)

### Individual
Trofeo Calder
- Dany Heatley (2001/02)

Trofeo Maurice Richard
- Ilya Kovalchuk (2003/04)